# Dani Carril
Daniel Carril Freire (Vigo, Pontevedra, 28 de julio de 1980) es un futbolista español. Juega en la defensa, principalmente de lateral izquierdo, y tiene contrato con la Sociedad Deportiva Ponferradina de la Segunda División B de España.

## Trayectoria
Es un jugador formado en las categorías inferiores del Celta de Vigo. Tras su paso por el filial del Celta, pasó a formar parte del Club Deportivo Grove. En la temporada 2002/03 fichó por el Club Rápido de Bouzas, donde explotó como futbolista. En dicho club en la temporada 2004/05 realizó una gran campaña, proclamándose campeón del Grupo I de Tercera División. 
En verano de 2005 se convirtió en uno de los refuerzos del CD Lugo, entonces en la Tercera División. El equipo quedó subcampeón del Grupo I y finalmente subió de categoría tras la fase de ascenso a Segunda B. Ese año fue convocado por la Selección de fútbol de Galicia de aficionados. En su tercera temporada como jugador del equipo lucense se perdió el primer tercio de la competición al estar convaleciente de una operación de pubis, y tras su reaparición realizó una temporada muy completa en la que disputó 24 encuentros y marcó 6 goles, quedando el Lugo a dos puntos de la fase de ascenso a Segunda.
Tras finalizar la temporada 2007/08 fueron muchos los equipos interesados en el vigués, y el 26 de junio de 2008 se anunció su fichaje por el equipo alicantino del Hércules CF, entrenado por el también gallego Juan Carlos Mandiá.
Sólo un año después de haber fichado por el Hércules, acabó cambiando de equipo y firmó contrato con el Levante UD, entonces también militando en Segunda División, consiguiendo a final de temporada el ansiado ascenso a Primera División con su nuevo equipo. Sin embargo, tras el ascenso llegó a un acuerdo con la directiva para rescindir su contrato y así salir del club granota, aunque le restaba un año de duración.
El 31 de julio de 2010, el mismo día de su liberación contractual con el club levantinista, se confirmó su fichaje por la UD Las Palmas, club grancanario de la Segunda División, aunque en enero de 2011 se le dio la baja federativa, quedando sin dorsal, por motivos deportivos. Al finalizar la temporada 2010/11 se desligó defeinitivamente del club canario para recalar en la Sociedad Deportiva Ponferradina, club de la segunda división b española. si. Y actualmente juega en el U.D. Santa Mariña en segunda autonómica en Vigo.

## Clubes y estadísticas
- Actualizado el 15 de enero de 2011

| Club                 | País   | Temporada | Competición        | Partidos | Anotado |   |   |
| -------------------- | ------ | --------- | ------------------ | -------- | ------- | - | - |
| RC Celta de Vigo "B" | España | 1998-2001 | Tercera División   | -        | -       | - | - |
| CD Grove             | España | 2001-2002 | Tercera División   | -        | -       | - | - |
| Rápido de Bouzas     | España | 2002-2003 | Tercera División   | -        | -       | - | - |
| CD Grove             | España | 2003-2004 | Tercera División   | -        | -       | - | - |
| Rápido de Bouzas     | España | 2004-2005 | Tercera División   | 34       | 2       | - | - |
| CD Lugo              | España | 2005-2006 | Tercera División   | -        | -       | - | - |
| CD Lugo              | España | 2006-2007 | Segunda División B | 23       | 1       | - | - |
| CD Lugo              | España | 2007-2008 | Segunda División B | 24       | 7       | - | - |
| Hércules CF          | España | 2008-2009 | Segunda División   | 10       | 1       | - | - |
| Levante UD           | España | 2009-2010 | Segunda División   | 14       | 1       | - | - |
| UD Las Palmas        | España | 2010-2011 | Segunda División   | 8        | 1       | 4 | 1 |
| UD Las Palmas        | España | 2010-2011 | Copa del Rey       | 1        | 0       | - | - |
| SD Ponferradina      | España | 2011-2012 | Segunda División B |          |         | - | - |
| UD Santa Mariña      | España | 2016-2019 | Regionales         |          |         |   |   |

## Palmarés

### Campeonatos nacionales
- Campeón de Tercera División (Grupo I) con el Club Rápido de Bouzas en la temporada 2004/05.
- Subcampeón de Tercera División (Grupo I) y ascenso a Segunda División B con el CD Lugo en la temporada 2005/06.
- Ascenso a Primera División con el Levante UD en la temporada 2009/10.